# 基氏科珀喉盤魚
基氏科珀喉盤魚（學名：Kopua kuiteri），又稱科普喉盤魚，為輻鰭魚綱喉盤魚目喉盤魚科科普喉盤魚屬的其中一種，分布於西南太平洋的澳洲新南威爾斯海域，棲息深度92至405公尺，本魚體延長，前部平扁，後部側扁，體不被鱗，覆有粘液層，頭部側線發達，身體上側線不明顯，腹鰭喉位，與周圍的皮褶特化成一吸盤，體淡橙色至黃褐色，身體上有不規則的黃色至紅色斑點，從眼睛到鰓蓋有幾條對角線紅線，鰓蓋上有一個小的紫色環，背鰭和臀鰭為紅色，體長可達2.6公分，屬底棲性魚類。

## 擴展閱讀
維基物種上的相關：基氏科珀喉盤魚